# Веслец
Веслѐц е село в Северозападна България, община Враца, област Враца.

## География
Село Веслец се намира на около 10 km североизточно от областния център град Враца. Разположено е в северните склонове на западната част на планинския рид Веслец, откъдето е получило и името си. На около 4 km запад-югозападно от селото е най-високият връх на рида Веслец – Маняшки връх (780,9 m надморска височина), от чийто северен склон води началото си река Скът. Землището на село Веслец граничи със земищата на: село Горно Пещене – на изток; село Върбешница – на югоизток; село Костелево – на юг; град Враца – на запад и село Мраморен – на север. Почвите в землището на село Веслец са преобладаващо сиви горски. Южно и югоизточно покрай селото тече на североизток малката местна река Речка, десен приток на Скът. Надморската височина при сградата на кметството в ниската крайречна част на село Веслец е около 318 m и нараства по левия долинен склон на река Речка, по който предимно е застроено селото.
Общински път на запад свързва село Веслец с второкласния републикански път II-15 (Враца – Оряхово на река Дунав), а преди тази връзка дясно отклонение от общинския път води на изток към Горно Пещене, Тишевица и нататък към други села на изток и север.
Населението на село Веслец, наброявало 652 души при преброяването към 1946 г., намалява до 208 към 1985 г. и 182 (по текущата демографска статистика за населението) към 2020 г.
При преброяването на населението към 1 февруари 2011 г., от обща численост 166 лица, за 161 лица е посочена принадлежност към „българска“ етническа група, а за останалите не е даден отговор.

## Транспорт
До селото пътува автобус №8, които тръгва от Автогара – Враца.

## История
На 3 км южно от днешното село Веслец в полите на бърдо Веслец е местността Манастира, където са намерени развалините на голяма еднокорабна църква, строена през късното българско средновековие, и останки от средновековно българско селище, което заедно с църквата е разрушено и обезлюдено след края на XIV в. Село Веслец се среща в османските регистри за войнуци от началото на XVIII в. Вероятно към средата или края на XVIII в. средновековното село Веслец при Манастира е обезлюдено и жителите му се пръснали в махали и колиби.
До 1945 г. селището е било пръснато на отделни колиби в три посоки. В зависимост от местоположението им те били наречени Мраморенски Веслец, Врачански Веслец и Върбешки Веслец. През 1945 г. големите родове вземат решение населението да се премести в ниската част и така се поставя началото на сегашното село Веслец, което е от събран тип и е до река Речка. Оформят се улиците и центърът, построява се и сградата на кметството.
След 9.09.1944 г. в местността Девол край Веслец са убити от комунистите над 100 легионери от околните села.

## Население
Преброяване на населението през 2011 г.
Численост и дял на етническите групи според преброяването на населението през 2011 г.:
|                     | Численост | Дял (в %) |
| Общо                | 166       | 100,00    |
| Българи             | 161       | 96,98     |
| Турци               | 0         | 0,00      |
| Цигани              | 0         | 0,00      |
| Други               | 0         | 0,00      |
| Не се самоопределят | 0         | 0,00      |
| Неотговорили        | 5         | 3,01      |

## Културни и природни забележителности
Днешното ново и събрано село е разположено по слънчевия склон на малката височина Кьосов връх край левия бряг на река  Речка. В местността „Бърбов кладенец“ има паметна плоча, а на „Колова поляна“ се издига паметник, в чест на Христо Ботев и неговата чета. Край селото минава и екопътеката „Ботев път“. Красивата природа, обуславяна от горите и ливадите, допринася за спокойния и здравословен начин на живот в село Веслец.
Защитената местност „Речка“ с площ 94,1 ha обхваща части от землищата на селата Веслец и Костелево. Обявена е през 1990 г. с
цел опазване естествените местообитания на защитени и редки видове птици.
В центъра на селото има Културен дом и ново двуетажно училище, което е затворено заради малкия брой деца. На 1,5 km от селото се намира единствения на Балканския полуостров масив с лозе от сорта „Врачански мискет“.

## Редовни събития
Всяка година на 31 май в местността Речка има традиционно тържество, в чест на Христо Ботев и неговата чета, която в нощта на 19 срещу 20 май 1876 г. е лагерувала в местността и на другия ден потеглила към връх „Вола“. По традиция в селото се празнува и събор, който се провежда на 2 август (Илинден).

Високите и разнообразни гори (акация, бор, бук, липа, диви круши) в околностите на селото дават възможност за развитие на пчеларството. В този район няма интензивно земеделие. Тук в село Веслец и в околностите се събира уникалния по своите вкусови качества пчелен мед от липа. Този мед се реализира на пазарите в Япония, Германия, Австрия и една малка част на традиционните пчеларски базари във Враца. Регистрирани пчелари на територията на селото са: Иван Палушев, Иван Леков, Тотка Лекова и Милка Трифонова.